# Paluzy

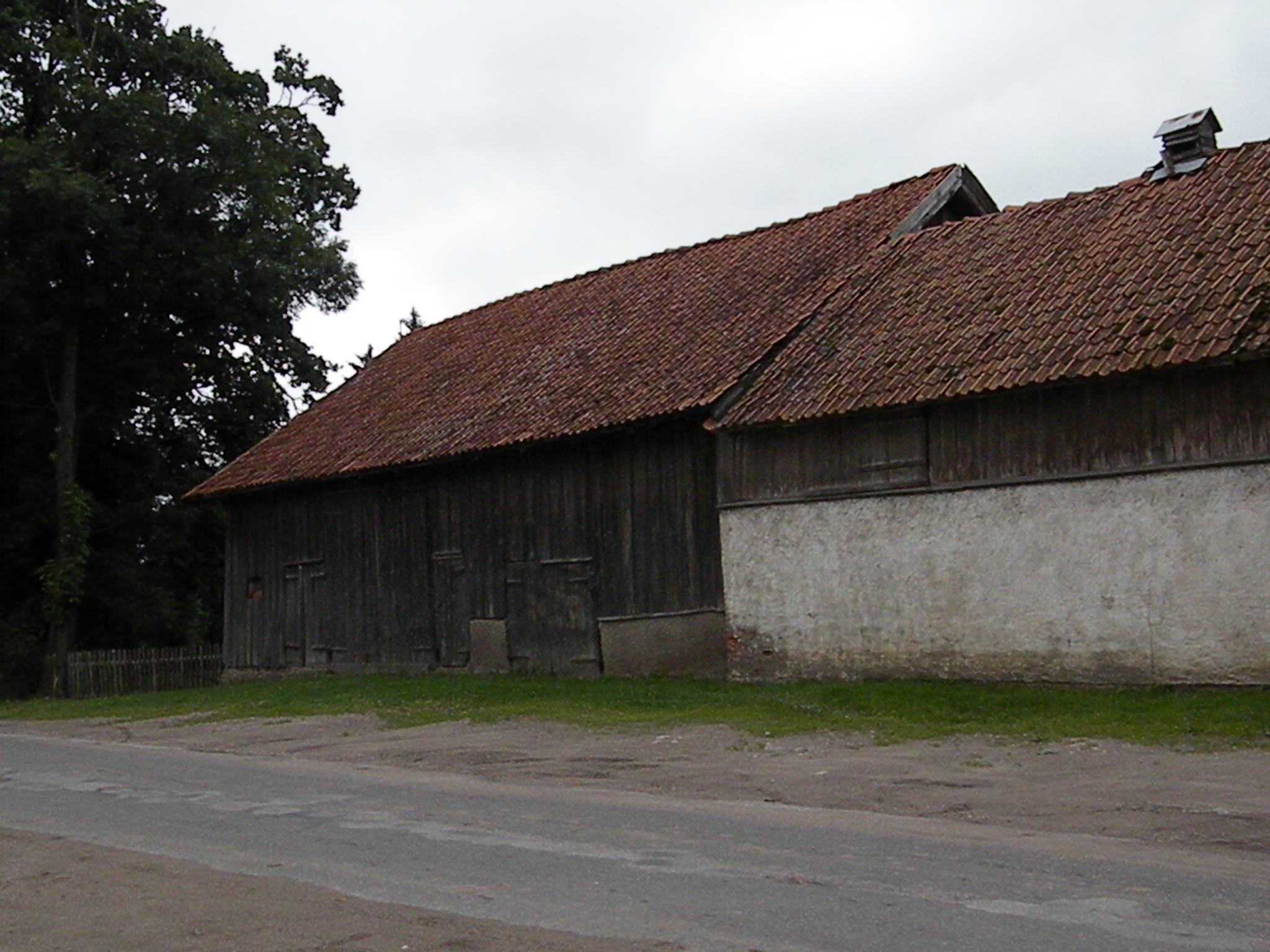
Warmińska zabudowa gospodarcza, Paluzy, przy głównej drodze

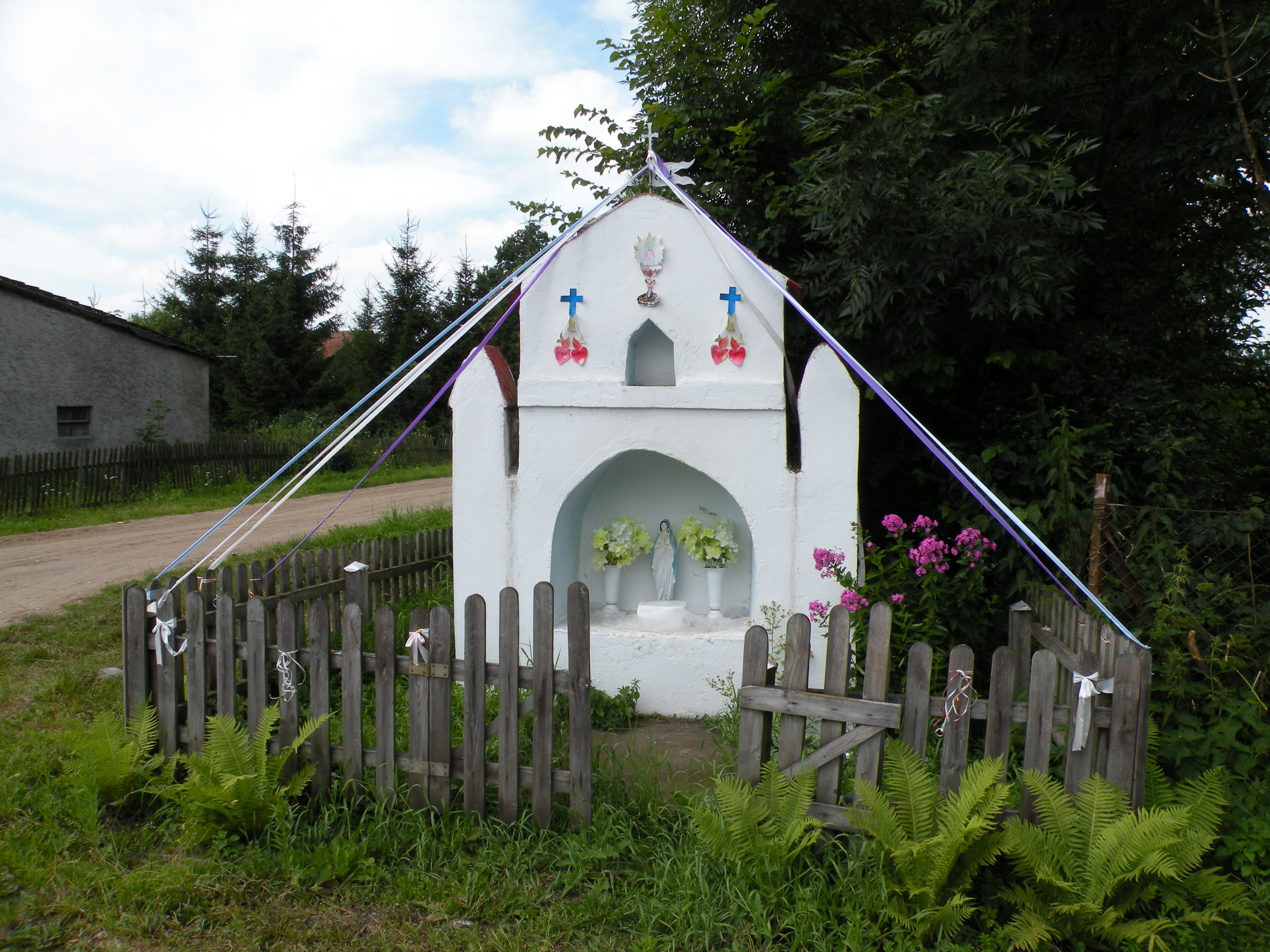
Kapliczka w Paluzach (jedna z kilku), w środku wsi przy głównej drodze

Paluzy (dawniej Paluzen (1355), Plaussen (1533), niem. Plausen) – wieś w Polsce położona w województwie warmińsko-mazurskim, w powiecie bartoszyckim, w gminie Bisztynek. W latach 1975–1998 miejscowość administracyjnie należała do województwa olsztyńskiego. Wieś znajduje się w historycznym regionie Warmia.
We wsi znajduje się przystanek, sklep, świetlica wiejska, kościół, siedem zabytkowych kapliczek i kilka przydrożnych krzyży, zabytkowa zabudowa warmińska oraz duża chlewnia.

## Historia
Akt lokacyjny wsi 10 marca 1345 wystawili prepozyt Jan z kapituły warmińskiej i warmiński wójt krajowy Henryk von Luter. Zasadźca miał do osadzenia 66 włók czynszowych na prawie chełmińskim, a na całość wsi składało się jeszcze 8 włók sołeckich i 6 włók na uposażenie parafii.
Druga karczma we wsi powstała w 1615 roku. Biskup warmiński Szymon Rudnicki nadał za wierną służbę swojemu mierniczemu Eustachowi Kreczmarowi, obywatelowi i patrycjuszowi reszelskiemu jedną morgę ziemi na postawienie karczmy. Miał on płacić roczny czynsz w wysokości dwóch grzywien.
Przy kościele funkcjonowała szkoła parafialna. Udokumentowane jej istnienie znane jest z drugiej połowy XVI wieku. Szkoła powszechna w Paluzach w 1935 roku miała dwóch nauczycieli i 80 uczniów.
Po 1945 wieś sołecka.
W roku 1783 we wsi było 66 domów. Mieszkańcy: w 1820 – 328 osób, 1848 – 522, 1939 – 561, 1998 – 324.

## Kościół
Kościół w Paluzach z 1409 jest budowlą gotycką, orientowaną, murowaną z cegły o wątku polskim na podmurowaniu z kamieni polnych. Salowy na rzucie prostokąta, z zakrystią od północy zamieniną na kaplicę chrzcielną, kruchtą od południa oraz kwadratową wieżą od zachodu. W 1890 korpus budowli przedłużono ku wschodowi o jedną oś okienną oraz dobudowano prezbiterium z zakrystiami. W nawie i kruchtach stropy drewniane, przy czym strop w kruchcie ozdobiony jest polichromią zapewne z 1698 roku. W dawnej zakrystii (obecnie kaplica chrzcielna) sklepienie krzyżowo-żebrowe pokryte jest polichromią barokową. Na siodłowym dachu wieży choragiewka z datami 1400 i 1934. Ta ostatnia dotyczy daty odnowienia kościoła. Do zabytkowego wyposażenia kościoła należy zaliczyć: malowane sceny ze Starego Testamentu na barokowej emporze organowej, dwa konfesjonały, siedem świeczników ołtarzowych z XVIII wieku, cztery barokowe świeczniki procesyjne, osiem obrazów Apostołów z końca XVII i rzeźby z pierwszej połowy XVIII wieku.